# Andrea Sartoretti
Andrea Sartoretti (Perugia, 19  de junio de 1971) es un dirigente deportivo, exentrenador y exjugador de voleibol italiano.

## Trayectoria
Conocido con el apodo de Sartorace, Sartoretti jugaba en la posición de opuesto. Primero en el Porto Ravenna Volley cosechó 3 Cev Champions League, luego pasó al Pallavolo Modena donde consiguió el triplete en la única temporada que estuvo allí para más tarde ir a Montichiardi, Cuneo, Trento y Modena dónde se retiró como jugador en 2009.
Su hijo, Lucas, es jugador de voliebol siendo uno de los 10 jugadores más jóvenes en debutar en la Serie A2.